# 弩刀箭竹
弩刀箭竹（学名：Fargesia praecipua）为禾本科箭竹属下的一个种。

## 扩展阅读
- 維基物種上的相關：弩刀箭竹